# Celine van Duijn
Celine van Duijn (Amersfoort, 4 november 1992) is een Nederlandse schoonspringster. In 2018 werd ze Europees kampioen op de 10 meter toren in Edinburgh.
Van Duijn begon in eerste instantie als turnster tot ze op zestienjarige leeftijd gedwongen was te stoppen vanwege blessures. Sinds 2010 doet ze aan schoonspringen. Haar specialiteit zijn de 10 meter toren en de 3 meter plank synchroon (met Inge Jansen). Ze trainde als senior bij de Nationale Selectie Schoonspringen in Eindhoven onder Edwin Jongejans.
In maart 2024 stopte ze met de sport, nadat ze kwalificatie voor de Olympische Spelen miste.